# 克里斯托弗·萨克斯顿
克里斯托弗·萨克斯顿（英語：Christopher Saxton，1540年—1610年），文艺复兴时期欧洲学者。他曾考察英格兰和威尔士各郡，并绘制了各郡地图。这些地图出版于1579年，是第一部地方地图册。

## 扩展阅读
- Christopher Saxton, William Ravenhill (introduction), Christopher Saxton's 16th Century Maps, Chatsworth Library ISBN 1-85310-354-3 (hbk, 1992) ISBN 1-85310-724-7 (pbk, 1995).